# Oak Ridges (circonscription provinciale)
Pour les articles homonymes, voir Oak Ridges.
Circonscription électorale provinciale du Canada
Oak Ridges est une ancienne circonscription provinciale de l'Ontario représentée à l'Assemblée législative de l'Ontario de 1999 à 2007.

## Géographie
La circonscription comprenait:
- Les villes de Richmond Hill et Whitchurch-Stouffville
- Une partie de la ville de Markham

## Historique
| Législature                                       | Années    | Député | Député      | Parti                     |
| ------------------------------------------------- | --------- | ------ | ----------- | ------------------------- |
| Oak Ridges                                        |           |        |             |                           |
| 37e                                               | 1999-2003 |        | Frank Klees | Progressiste-conservateur |
| 38e                                               | 2003-2007 |        | Frank Klees | Progressiste-conservateur |
| Circonscription dissoute parmi Oak Ridges—Markham |           |        |             |                           |